# Black Tide
Black Tide (inicialmente conhecida como "Radio") foi uma banda de Heavy Metal americana de Miami, Florida. Formada em 2004, a banda teve um contrato assinado com a Interscope Records. A formação original era composta por Gabriel García (vocal e guitarrista solo), Alex Nuñez (guitarrista base), Zachary Sandler (baixista) e Steven Spence (baterista). Todos na banda são latinos, exceto o baixista, "Zakk". Black Tide particou da turnê Ozzfest, dividindo o palco com a banda Avenged Sevenfold e All That Remains e mais recentemente com o Bullet For My Valentine. Na turnê Mayhem Festival eles tocaram ao lado de bandas como Slipknot, Disturbed, entre outras. Em Janeiro/Fevereiro de 2009, eles participaram da turnê Kerrang! junto com as bandas Mindless Self Indulgence, Bring Me The Horizon, Dir En Grey e In Case of Fire. Atualmente estão de turnê com William Controll, Attack Attack! e Burn Halo abrindo para o Escape the Fate pelo The War is Ours Tour. A banda já lançou dois álbuns, o Light from Above, em 2008 e o Post Mortem em 2011. O mais recente EP do Black Tide Bite the Bullet foi lançado em 12 de novembro de 2013 através da InnerCat Music Group.

## História

### Formação eLight from Above
Black Tide foi fundado em Miami, Florida, no ano de 2004 pelo guitarrista Gabriel Garcia e seu irmão mais velho Raul Garcia. Raul recrutou um segundo guitarrista, Alex Nuñez. Naquela época,  Gabriel Garcia tinha apenas 11 anos. Depois que Raul deixou o grupo, Garcia e Nuñez recrutaram o baixista Zachary Sandler e o baterista Steven Spence. Isto completou a formação da banda. Originalmente conhecida como Radio, o nome da banda foi modificado para Black Tide pela Interscope Records logo que eles assinaram. A banda começou fazendo shows locais, eventualmente ganhando atenção das gravadoras por terem membros jovens e talentosos. Em 2005, assinaram um demo com a Atlantic Records ainda como Radio. O contrato foi de apenas um ano, antes que fossem descobertos por um executivo da EMI, que notificou a Interscope Records sobre a banda. No meio de 2007, o Black Tide assinou com a Interscope.

### Post Mortem
A banda anuncia a composição de um novo álbum, desta vez com uma proposta bem diferente, abordando um estilo mais Metalcore. O álbum começou a ser gravado e mixado em 2010 e conta com a participação de Matt Tuck do Bullet for my Valentine, banda cujo Black Tide fazia a abertura durante a turnê do álbum Fever. A banda tocou no Uproar Festival com Avenged Sevenfold, Escape the Fate e Three Days Grace.

### Bite The Bullet (2013-presente)
Em 3 de julho de 2013, foi confirmado através do Facebook que Tim D'Onofrio substituiria o baterista Steven Spence e que eles estariam gravando um novo EP chamado Bite The Bullet com 6 músicas inéditas. A vaga de baixista Zakk Sandler foi preenchida por Gabriel Garcia.[carece de fontes?] Em 5 de agosto, Gabriel escreveu no Facebook que "realmente voltamos às nossas raízes desta vez e tudo está sendo gravado!". O EP foi lançado em 12 de novembro de 2013.
Em 24 de agosto, a 'Black Tide' anunciou o seu primeiro single do seu próximo EP, intitulado "Not Afraid" e que foi lançado em 31 de agosto.
Em 12 de novembro de 2013, a banda lançou oficialmente Bite the Bullet (EP) via iTunes. A banda passou a divulgar o EP em turnê na Costa Leste, de 26 de novembro a 9 de dezembro. Um amigo próximo de Gabriel, Ronny Gutierrez, preencheu a vaga de baixista durante a turnês.Ainda em 2014, o baterista Tim D'Onofrio anunciou via Facebook que ele tinha deixado a banda em bons termos. Ele está agora na banda From Ashes to New.
Em 16 de março de 2014, foi confirmado através do Facebook que Ronny Gutierrez seria o baixista permanentemente de Black Tide e Cody Paige vai ser o novo baterista oficial.[carece de fontes?]. Porém em dezembro de 2014, Ronny Gutierrez anunciou sua saída da banda, pois ele estava fazendo parte da turnê do cantor Shaggy e não teria mais como continuar no Black Tide.
No dia 22 de maio, a banda anunciou através do Facebook o álbum intitulado "Chasing Shadows", que foi lançado em 16 de outubro de 2015 via Pavement Entertainment.
Em 22 de julho de 2016 Gabriel Garcia anunciou em seu Instagram o fim da banda e que ele estava se concentrando em seu projeto solo.

## Integrantes

### Formação atual
- Gabriel Garcia – vocalista, guitarra (2004–2016)
- Austin Diaz – guitarrista, vocal de apoio (2008–2016)
- Cody Paige - bateria (2014–2016)

### Ex-integrantes
- Raul Garcia – bateria (2004–2006)
- Alex Nuñez – guitarra (2004–2008)
- Steven Spence – bateria (2006–2013)
- Zakk Sandler – baixista, vocal de apoio (2004–2013)
- Tim D'Onofrio – bateria (2013–2014)
- Ronny Gutierrez – baixista (2013–2014)

## Discografia

### Álbuns de estúdio
- Light from Above (2008)
- Post Mortem (2011)
- Chasing Shadows (2015)

### EPs
- Road Warrior (2008)
- Al Cielo (2011)
- Just Another Drug (2012)
- Bite the Bullet (2013)

### Demos
- Radio Demo (2004)
- Black Tide Demo (2006)